# Puchar Ministra Obrony Narodowej 2007
Puchar Ministra Obrony Narodowej 2007 – 46. edycja wyścigu kolarskiego o Puchar Ministra Obrony Narodowej, która odbyła się 15 sierpnia 2007 na liczącej 160 kilometrów trasie z Baboszewa do Mławy; wyścig był częścią UCI Europe Tour 2007.

## Klasyfikacja generalna
| \| Klasyfikacja generalna \| Klasyfikacja generalna \| Klasyfikacja generalna \| Klasyfikacja generalna \| Klasyfikacja generalna \| \| Kolarz \| Kolarz \| Państwo \| Drużyna \| Czas \| \| ---------------------- \| ---------------------- \| ---------------------- \| ---------------------- \| ---------------------- \| \| 1. \| Tarmo Raudsepp \| Estonia \| Rietumu Bank-Riga \| 3h 52' 41" \| \| 2. \| Kazimierz Stafiej \| Polska \| DHL-Author \| + 0" \| \| 3. \| Aleksejs Saramotins \| Łotwa \| Rietumu Bank-Riga \| + 1' 00" \| \| 4. \| Patrik Tybor \| Słowacja \| Dukla Trenčín Merida \| + 1' 00" \| \| 5. \| Bohdan Bondarew \| Ukraina \| Action-Uniqa \| + 1' 00" \| \| 6. \| Grzegorz Żołędziowski \| Polska \| CCC Polsat Polkowice \| + 1' 00" \| \| 7. \| Siergiej Firsanow \| Rosja \| Rietumu Bank-Riga \| + 1' 00" \| \| 8. \| Dmytro Nowosad \| Ukraina \| Ukraine Neri Sottoli \| + 1' 00" \| \| 9. \| Krzysztof Krzywy \| Polska \| Dynatek \| + 1' 00" \| \| 10. \| Pavol Polievka \| Słowacja \| Dukla Trenčín Merida \| + 1' 00" \| |                       |          |                      |            |
| |                       |          |                      |            |
| Źródło: ProCyclingStats |                       |          |                      |            |
| Klasyfikacja generalna |                       |          |                      |            |
| Kolarz | Kolarz                | Państwo  | Drużyna              | Czas       |
| 1. | Tarmo Raudsepp        | Estonia  | Rietumu Bank-Riga    | 3h 52' 41" |
| 2. | Kazimierz Stafiej     | Polska   | DHL-Author           | + 0"       |
| 3. | Aleksejs Saramotins   | Łotwa    | Rietumu Bank-Riga    | + 1' 00"   |
| 4. | Patrik Tybor          | Słowacja | Dukla Trenčín Merida | + 1' 00"   |
| 5. | Bohdan Bondarew       | Ukraina  | Action-Uniqa         | + 1' 00"   |
| 6. | Grzegorz Żołędziowski | Polska   | CCC Polsat Polkowice | + 1' 00"   |
| 7. | Siergiej Firsanow     | Rosja    | Rietumu Bank-Riga    | + 1' 00"   |
| 8. | Dmytro Nowosad        | Ukraina  | Ukraine Neri Sottoli | + 1' 00"   |
| 9. | Krzysztof Krzywy      | Polska   | Dynatek              | + 1' 00"   |
| 10. | Pavol Polievka        | Słowacja | Dukla Trenčín Merida | + 1' 00"   |